# Física digital
En física i cosmologia, la física digital (també denominada ontologia digital o filosofia digital) és una col·lecció de perspectives teòriques basades en la premissa que l'univers és fonamentalment descriptible per informació. Per tant, segons aquesta teoria, l'univers pot ser concebut punt com la sortida d'un programa computacional determinístic o probabilístic, és a dir un vast dispositiu de computació digital, o matemàticament isomòrfic a tal dispositiu.

## Història
Cada ordinador ha de ser compatible amb els principis de la teoria de la informació, la termodinàmica estadística i la mecànica quàntica. Un enllaç fonamental entre aquests camps va ser proposat per Edwin Jaynes en dos articles seminals en 1957. A més, Jaynes va elaborar una interpretació de la teoria de probabilitat com a lògica aristotèlica generalitzada, una visió molt convenient per enllaçar la física fonamental amb els ordinadors digitals, atès que aquests estan dissenyats per implementar les operacions de lògica clàssica i, equivalentment, d'àlgebra Booleana.
La hipòtesi que l'univers és un ordinador digital va ser proposada inicialment per Konrad Zuse en el seu llibre Rechnender Raum (Calculant l'Espai). El terme física digital va ser empleat primer per Edward Fredkin, qui més tard va preferir el terme filosofia digital. Uns altres els qui han modelat l'univers com un ordinador gegant van ser Stephen Wolfram, Jürgen Schmidhuber i el Premi Nobel Gerardus 't Hooft. Aquests autors sostenen que la naturalesa aparentment probabilista de la física quàntica no és necessàriament incompatible amb la idea de computabilitat. Versions quàntiques de les físiques digitals han estat recentment proposades per Seth Lloyd i Paola Zizzi.
Idees relacionades inclouen la teoria binària d'alternatius-ur de Carl Friedrich von Weizsäcker, pancomputacionalisme, teoria de l'univers computacional, el concepte de "It from bit" de John Archibald Wheeler, i la hipòtesi de l'univers matemàtic de Max Tegmark.

### Visió general
La física digital suggereix que existeix, almenys en principi, un programa per a un ordinador universal que computa l'evolució de l'univers. L'ordinador podria ser, per exemple, un autòmat cel·lular enorme (Zuse, 1967), o una màquina de Turing universal, com ha estat suggerit per Schmidhuber (1997), qui va assenyalar que existeix un programa molt curt que pot computar tots els universos computables possibles d'una manera asimptomàticament òptima .
La teoria de la xarxa d'espín podria donar suport a la física digital, ja que assumeix que l'espaitemps està quantificat. Paola Zizzi ha formulat una realització d'aquest concepte el qual ha arribat a anomenar-se "gravetat quàntica de la xarxa d'espín computacional", o CLQG. Altres teories que combinen aspectes de física digital amb la gravetat quàntica de la teoria d'espín són aquelles de Marzuoli i Rasetti i Girelli i Livine.

### L'alternativa-ur de Weizsäcker
Les teories de l'ur-alternatives (teoria d'objectes arquetips) proposades pel físic Carl Friedrich von Weizsäcker, publicades per primer cop en el seu llibre The Unity of Nature (1971), que van ser desenvolupades amb més profunditat durant el 1990, és una classe de física digital, ja que construeix la física quàntica axiomàticament de la distinció entre allò observable empíricament, alternatives binàries. Weizsäcker va utilitzar la seva teoria per derivar la tercera dimenció espacial i per calcular l'entropia d'un protó. El 1988 Görnitz mostrà que la suposició de Weizsäcker pot ser connectada amb la entropia de Bekenstein-Hawking.

### Pancomputacionalisme
El pancomputacionalisme (també anomenat computacionalisme naturalista) és una visió on l'univers és una màquina computacional, o força una xarxa de processos computacionals que, seguint lleis físiques fonamentals, computa (desenvolupa dinàmicament) el seu estat següent des del propi.
Un univers computacional fou proposat per Jürgen Schmidhuber en un estudi basat en la tesi de 1967 de Zuse. Va assenyalar que una explicació senzilla de l'univers seria una màquina de Turing programada per executar tots els programes possibles que computen totes les històries per a tots els tipus de les lleis físiques computables. Ell també assenyalà que hi ha un manera òptima i eficaç de computar tots els universos computables basats en l'algoritme de recerca universal de Leonid Levin (publicat el 1973). El 2000, va expandir aquesta feina per combinar la teoria de Ray Solomonoff de la inferència inductiva amb la suposició que universos computables de manera ràpida són més possibles d'existir que d'altres. Aquesta estudi de física digital també dirigida per a generalitzacions de límits computables de l'algoritme de la complexitat de Kolmogrov i el concepte de les Super Omegas, que són nombres del límit computable que són encara més atzarosos que la constant de Chaitin de Gregory Chaitin.

### "It form bit" de Wheeler
Seguint a Jaynes i a Weizsäcker, el físic John Archibald Wheeler va proposar un a doctrina de l'"it from bit": la informació depèn d'el nucli de la física i cada "allò", sigui una partícula o camp d'estudi, deriva la seva existència de les observacions.